# Statul Liber Irlandez
Statul Liber Irlandez (irlandeză Saorstát Éireann, engleză Irish Free State) a fost un stat, cu statutul de Dominion al Commonwealthului, ce a luat ființă pe data de 6 decembrie 1922 odată cu intrarea în vigoare a Tratatului Anglo-Irlandez din 1921.
În ziua în care a luat ființă, Statul Liber Irlandez cuprindea întreaga insulă Irlanda, dar Irlanda de Nord și-a exercitat imediat dreptul de a ieși din componența statului și de a rămâne în cadrul Regatului Unit. Astfel Statul Liber a înlocuit regiunea Irlanda de Sud ce fusese înființată pe data de 3 mai 1921 ca una dintre regiunile componente a Regatului Unit al Marii Britanii și al Irlandei. Statul Liber Irlandez a înlocuit de asemenea și auto-proclamata, dar din multe privințe de facto independentă, Republică Irlandeză ce fusese înființată de grupările autonomiste în 1919.
În urma adoptării constituției din 1937 au fost puse bazele actualului stat Irlanda aceasta fiind declarată o republică, monarhul Regatului Unit încetând a mai fi șef al statului din 1948.